# Число одинарної точності
Число одинарної точності (англ. Single precision, Single) — широко поширений комп'ютерний формат представлення дійсних чисел, що займає в пам'яті 32 біти (4 байти). Як правило, під ним розуміють формат числа з рухомою комою стандарту IEEE 754.
Числа одинарної точності з рухомою комою забезпечують відносну точність 7-8 десяткових цифр в діапазоні від 10−38 до приблизно 1038.
У сучасних комп'ютерах обчислення з числами з рухомою комою підтримуються апаратним співпроцесором (FPU — Floating Point Unit). Однак у багатьох обчислювальних архітектурах немає апаратної підтримки чисел з рухомою комою і тоді робота з ними здійснюється програмно.
| Знак | Знак       | Знак       | Знак       | Знак       |            |            |            |            |         |         |         |         |         |         |         |         |         |         |         |         |         |         |         |         |         |         |         |         |         |         |         |           |
|      | Експонента | Експонента | Експонента | Експонента | Експонента | Експонента | Експонента | Експонента | Мантиса | Мантиса | Мантиса | Мантиса | Мантиса | Мантиса | Мантиса | Мантиса | Мантиса | Мантиса | Мантиса | Мантиса | Мантиса | Мантиса | Мантиса | Мантиса | Мантиса | Мантиса | Мантиса | Мантиса | Мантиса | Мантиса | Мантиса |           |
| 0    | 0          | 1          | 1          | 1          | 1          | 1          | 0          | 0          | 0       | 1       | 0       | 0       | 0       | 0       | 0       | 0       | 0       | 0       | 0       | 0       | 0       | 0       | 0       | 0       | 0       | 0       | 0       | 0       | 0       | 0       | 0       | = 0,15625 |
| ---- | ---------- | ---------- | ---------- | ---------- | ---------- | ---------- | ---------- | ---------- | ------- | ------- | ------- | ------- | ------- | ------- | ------- | ------- | ------- | ------- | ------- | ------- | ------- | ------- | ------- | ------- | ------- | ------- | ------- | ------- | ------- | ------- | ------- | --------- |
| 31   | 31         | 31         | 31         | 24         | 24         | 24         | 24         | 23         | 23      | 23      | 23      | 16      | 16      | 16      | 16      | 15      | 15      | 15      | 15      | 8       | 8       | 8       | 8       | 7       | 7       | 7       | 7       | 0       | 0       | 0       | 0       |           |

Для обчислення показника ступеня з восьмирозрядного поля експоненти віднімається зсув експоненти рівний 127 10=7F16=011111112, (тобто, 01111100 2−011111112=12410−12710=-310). Оскільки в нормалізованої двійкової мантиси ціла частина завжди дорівнює одиниці, то в поле мантиси записується тільки її дробова частина. Для обчислення мантиси до одиниці додається дробова частина мантиси з 23-х розрядного поля дробової частини мантиси 1,010000000000000000000002. Число дорівнює добутку мантиси зі знаком на двійку в ступені експоненти =1,012*210−310 = 1012*210−510 = 510*210−510 = 0,1562510.

## Загальний шаблон для побітового доступу
```
union

{

  
float
 
fl
;

  
DWORD
 
dw
;

}
 
F
;

int
 
s
 
=
 
(
f
.
dw
 
>>
 
31
)
?
 
-1
:
 
1
;

int
 
e
 
=
 
(
f
.
dw
 
>>
 
23
)
 
&
 
0xff
;

int
 
m
 
=
 
(
e
 
==
 
0
)
?
 
(
F
.
dw
 
&
 
0x7fffff
)
 
<<
 
1
:
 
(
f
.
dw
 
&
 
0x7fffff
)
 
|
 
0x800000
;

    
e
 
=
 
(
e
 
-
 
127
);

```

Результуюча формула розрахунку буде s * m * 2 ^ e.

## Приклади чисел одинарної точності
Ці приклади представлені в шістнадцятковому вигляді чисел з рухомою комою. Вони включають знаковий біт, експоненту і мантиссу.
```
3f80 0000 = 1
c000 0000 = -2

7f7f ffff ≈ 3.4028234 × 10 
38
 (Максимальна одинарної точності)

0000 0000 = 0
8000 0000 = -0

7f80 0000 = infinity
ff80 0000 =-infinity

3eaa aaab ≈ 1/3
```

За замовчуванням, 1/3 округляється вгору, на відміну від чисел подвійної точності.